# Есяковская
Есяковская — деревня в Вельском районе Архангельской области. Входит в состав Муниципального образования «Усть-Вельское».

## География
Деревня расположена в южной части Архангельской области, в таёжной зоне, в пределах северной части Русской равнины, в 14 километрах на юго-запад от города Вельска, на левом берегу реки Пежма притока Ваги. Ближайшие населённые пункты: на западе деревня Скомовская, на востоке деревня Злодеево.
Часовой пояс
Есяковская, как и вся Архангельская область, находится в часовой зоне МСК (московское время). Смещение применяемого времени относительно UTC составляет +3:00.

## Население
| 2002 | 2010 | 2012 | 2014 |
| ---- | ---- | ---- | ---- |
| 4    | ↗18  | ↗19  | →19  |

## История
Указана в «Списке населённых мест по сведениям 1859 года» в составе Вельского уезда(1-го стана) Вологодской губернии под номером «2198» как «Есяковское(Пескишево)». Насчитывала 7 дворов, 22 жителя мужского пола и 24 женского.
В материалах оценочно-статистического исследования земель Вельского уезда упомянуто, что в 1900 году в административном отношении деревня входила в состав Никифоровского сельского общества Никифоровской волости. На момент переписи в селении Есяковское(Пескишево) находилось 12 хозяйств, в которых проживал 31 житель мужского пола и 31 женского.